# Stenoptilomyia
Stenoptilomyia is een geslacht van schietmotten uit de familie van de Sericostomatidae. Het geslacht werd voor het eerst wetenschappelijk beschreven door G. Ulmer in 1912.

## Soorten
Het genus bevat de volgende soorten:

- Stenoptilomyia incopula Wichard, 2013